# Боярышник туркменский
Боярышник туркменский (лат. Crataegus turcomanica) — кустарник или небольшое дерево, вид рода Боярышник (Crataegus) семейства Розовые (Rosaceae).

## Распространение и экология
В природе ареал вида охватывает горные районы Туркменистана (Копетдаг), Иран и Афганистан.
Произрастает по каменистым склонам ущелий, в зарослях кустарников, одиночными деревьями.

## Ботаническое описание
Ветви серые, тонкие; побеги голые, вишнёвые, покрыте сизым налётом. Колючки обычно отсутствуют, облиственные колючки также не развиваются.
Листья сверху сизо-зелёные, лоснящиеся, снизу очень светлые. На плодущих побегах нижние листья от неровно крупно-зубчатых до трёхнадрезанных, в очертании от обратнояйцевидных до продолговато-овально-клиновидных; верхние обычно длиной 4,5—5 см, широкообратнояйцевидные до округлых, трёхлопастные, лопасти острые, широкие. Листья стерильных побегов глубоко 5—7-лопастные, с острыми или туповатыми широкими лопастями.
Соцветия не превышающие листьев, 8—12-цветковые; чашелистики овально-треугольные, выше середины внезапно суженные в недлинный туповатый носик, доходящие ниже середины гипантия; тычинок 17—20.
Плоды как у боярышника однопестичного (Crataegus monogyna), но более крупные.
Цветение в мае. Плодоношение в сентябре.

## Таксономия
Вид Боярышник туркменский входит в род Боярышник (Crataegus) трибы Pyreae подсемейства Спирейные (Spiraeoideae) семейства Розовые (Rosaceae) порядка Розоцветные (Rosales).
|  |                                      |  |                                                              |                                                              |                   |  | ещё 8 семейств (согласно Системе APG III) | ещё 8 семейств (согласно Системе APG III)    |                                              |  |  |  | ещё 7 триб (согласно Системе APG III)         | ещё 7 триб (согласно Системе APG III)         |  |  |  |  | ещё от 200 до 300 видов | ещё от 200 до 300 видов |
|  |                                      |  |                                                              |                                                              |                   |  | ещё 8 семейств (согласно Системе APG III) | ещё 8 семейств (согласно Системе APG III)    |                                              |  |  |  | ещё 7 триб (согласно Системе APG III)         | ещё 7 триб (согласно Системе APG III)         |  |  |  |  | ещё от 200 до 300 видов | ещё от 200 до 300 видов |
|  |                                      |  |                                                              | порядок Розоцветные                                          |                   |  |                                           |                                              | подсемейство Спирейные                       |  |  |  |                                               | род Боярышник                                 |  |  |  |  |                         |                         |
|  |                                      |  |                                                              | порядок Розоцветные                                          |                   |  |                                           |                                              | подсемейство Спирейные                       |  |  |  |                                               | род Боярышник                                 |  |  |  |  |                         |                         |
|  | отдел Цветковые, или Покрытосеменные |  |                                                              |                                                              | семейство Розовые |  |                                           |                                              | триба Pyreae                                 |  |  |  | вид Боярышник туркменский                     |                                               |  |  |  |  |                         |                         |
|  | отдел Цветковые, или Покрытосеменные |  |                                                              |                                                              |                   |  |                                           |                                              |                                              |  |  |  |                                               |                                               |  |  |  |  |                         |                         |
|  |                                      |  | ещё 44 порядка цветковых растений (согласно Системе APG III) | ещё 44 порядка цветковых растений (согласно Системе APG III) |                   |  |                                           | ещё 8 подсемейств (согласно Системе APG III) | ещё 8 подсемейств (согласно Системе APG III) |  |  |  | ещё около 60 родов (согласно Системе APG III) | ещё около 60 родов (согласно Системе APG III) |  |  |  |  |                         |                         |
|  |                                      |  |                                                              | ещё 44 порядка цветковых растений (согласно Системе APG III) |                   |  |                                           |                                              | ещё 8 подсемейств (согласно Системе APG III) |  |  |  |                                               | ещё около 60 родов (согласно Системе APG III) |  |  |  |  |                         |                         |